# Círculos do Mali
Circunscrição (em francês: Cercle) é a unidade administrativa de segundo nível no Mali. O Mali está dividido em oito regiões e um Distrito Capital (Bamaco). Estas subdivisões ostentam o nome de sua principal cidade. As regiões são divididas em 49 circunscrições.
Durante o domínio colonial francês no Mali, uma circunscrição foi a menor unidade de administração política francesa, que foi chefiado por um oficial europeu. Uma circunscrição consistia de diversos cantões, cada um dos quais, por sua vez, consistia de várias aldeias. Em 1887, a circunscrição de Bafoulabé foi o primeiro a ser criado no Mali. Na maioria das antigas África Ocidental Francesa, o conceito de circunscrição foi alterado para prefeitura ou Departamento após a independência.
Algumas circunscrições (e o distrito), foram, antes da reorganização do governo local de 1999, subdividido em Arrondissements, especialmente em áreas urbanas ou as grandes regiões setentrionais (como Kidal), que consistiu de uma coleção de comunas. Uma vez que estas reformas, circunscrições estão agora diretamente subdivididos em comunas rurais e urbanas, que por sua vez, estão divididos em Quartiers (Quarters, ou aldeias e acampamentos em áreas rurais), que têm conselhos eleitos em cada nível.  Existem 703 Comunas, 19 comunas urbanas e 684 comunas rurais. Os cercles estão listados abaixo, por região:

## Distrito Capital de Bamaco

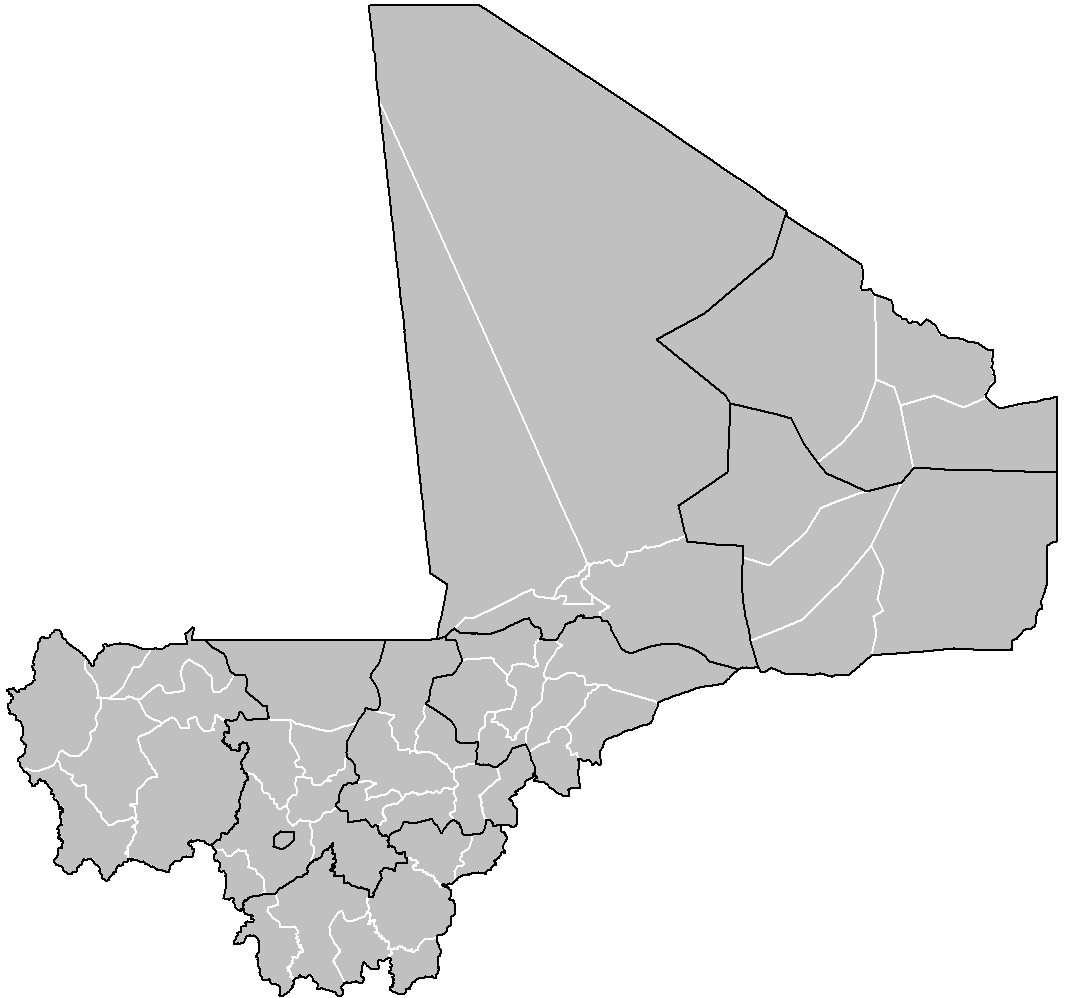
Circunscrições do Mali

- Bamaco

## Região Gao
- Ansongo cercle
- Bourem cercle
- Gao cercle
- Menaka cercle

## Região Kayes
- Bafoulabé cercle
- Diema cercle
- Kita cercle
- Kenieba cercle
- Kayes cercle
- Nioro du Sahel cercle
- Yélimané cercle

## Região Kidal
- Abeibara cercle
- Kidal cercle
- Tessalit cercle
- Tin-Essako cercle

## Região Koulikoro
- Banamba cercle
- Dioila cercle
- Kangaba cercle
- Koulikoro cercle
- Kolokani cercle
- Kati cercle
- Nara cercle

## Região Mopti
- Bandiagara cercle
- Bankass cercle
- Djenné cercle
- Douentza cercle
- Koro cercle
- Mopti cercle
- Tenenkou cercle
- Youwarou cercle

## Região Ségou
- Bla cercle
- Barouéli cercle
- Macina cercle
- Niono cercle
- Ségou cercle
- San cercle
- Tominian cercle

## Região Sikasso
- Bougouni cercle
- Kolondieba cercle
- Kadiolo cercle
- Koutiala cercle
- Sikasso cercle
- Yanfolila cercle
- Yorosso cercle

## Tombouctou
- Diré cercle
- Goundam cercle
- Gourma-Rharous cercle
- Niafunke cercle
- Timbuktu cercle

### Uso colonial
- Benton, Lauren: Colonial Law and Cultural Difference: Jurisdictional Politics and the Formation of the Colonial State in Comparative Studies in Society and History, Vol. 41, No. 3 (Julho, 1999)
- Crowder, Michael: West Africa Under Colonial Rule Northwestern Univ. Press (1968) ASIN: B000NUU584
- Crowder, Michael: Indirect Rule: French and British Style Africa: Journal of the International African Institute, Vol. 34, No. 3 (Julho, 1964)
- Mortimer, Edward France and the Africans, 1944-1960, A Political History (1970)
- Jean Suret-Canele. French Colonialism in Tropical Africa 1900-1945. Trans. Pica Press (1971)